# Luis Lopez, Nova Mehika
Luis Lopez je naselje, ki leži v okrožju Socorro, ki leži v dolini reke Rio Grande v ameriških zvezni državi Nova Mehika. 
Leta 2000 je naselje imelo 1.28 prebivalcev. Samo naselje sestavljajo kmetije in manjše predmestje.